# Tech College Mariagerfjord
Tech College Mariagerfjord var en teknisk skole under Tech College Aalborg, der tilbød grundforløbet indenfor fire erhvervsuddannelser (EUD). Skollen lå tidligere i Hadsund, men i januar 2011 åbnede  den nuværende afdeling, som ligger i Hobro.

## Historie
Skolen blev indviet den 3. februar 1915 som Hadsund Tekniske Skole i en bygning, der blev tegnet af den nordjyske arkitekt Morten Skøt. Skolen skiftede i 1982 navn til Hadsund Uddannelsescenter. Skolen åbnede i januar 2011 en afdeling i Hobro. Det blev besluttet at nedlægge afdelingen i Hadsund på grund af et faldene elevtal i Mariagerfjord Kommune. Bygge & anlæg i Hadsund flyttes til Hobro mens bil, fly & andre transportmidler helt nedlægges. Afdelingen i Hadsund lukkede inden sommerferien i 2016.

## Uddannelser
- Bygge & anlæg
- Mad til mennesker
- Strøm, styring & it